# Ракшина, Ирина Семёновна
Ири́на Семёновна Ракшина (род. 3 мая 1962, Петропавловск-Камчатский) — российская актриса кино и театра, Заслуженная артистка Российской Федерации, жена юмориста Юрия Гальцева.

## Биография

### Ранние годы
Ирина Семёновна Ракшина родилась 3 мая 1962 года в Петропавловске-Камчатском.
В 4 года Ира Ракшина потеряла мать, она тогда не понимала, что произошло, посидела у гроба, даже не плакала, посидела со взрослыми на поминках и пошла гулять. Отец отдал её и сестру в круглосуточный садик, где она жила с понедельника по пятницу, там были театрализованные танцы, дети пели и играли в спектаклях, младшая сестра ходила в ясли. Ира взяла на себя стирку и готовку, старшая подруга научила её жарить картошку с тушёнкой. Отец пил и болел. В школе она была круглой отличницей, ходила на лёгкую атлетику, играла на аккордеоне. В двенадцать лет её отправили в «Артек». А когда она вернулась из лагеря, то узнала, что отца её уже похоронили, в 12 лет она осталась с младшей сестрой круглой сиротой. Её с сестрой хотели отправить в интернат, но соседка, у которой было двое сыновей, оформила опеку над девочками. После 8-го класса поступила в швейное ПТУ, по настоянию приёмной матери.
Но мечта ей не давала покоя и она поехала в Москву, поступала во ВГИК, но, сразу выяснилось, что для ВГИКа она уже старовата. Ирина устроилась уборщицей в туркомплексе, занималась в театральной студии, жила в общежитии, ходила на все московские премьеры. На следующий год подала документы во все театральные вузы Москвы. Во МХАТе, по конкурсу она не прошла, но ей обещала Алла Покровская взять её после первого семестра. Кто-то из абитуриентов ей подсказал, что в Ленинграде тоже учат на актёров, сдавала экзамены параллельно в Ленинграде и в Москве. В ЛГИТМиКе поступила к И. П. Владимирову. В театре имени Ленсовета она училась, и смотрела спектакли, и ночевала. Со второго курса у неё были маленькие роли со словами. Окончила ЛГИТМиК в 1986 году, после института Владимиров оставил её в театре и дал роль Искры Поляковой в спектакле «Завтра была война». Игорь Петрович Владимиров помог ей получить своё жильё.

### Карьера
С 1986 года Ирина Ракшина работает в театре имени Ленсовета.
Фильмография актрисы включает более 50 ролей в кино и на телевидении.

### Личная жизнь
- Муж с 1986[2] — Юрий Гальцев, юморист

С мужем познакомились в стройотряде в Казахстане, Юрий Гальцев пел ночью песни под гитару у костра, рассказывал анекдоты. Когда они поженились, то сначала жили в общежитии, потом снимали комнату в коммуналке, работали дворниками.
- Дочь — Мария Юрьевна Гальцева (род. прибл. 1992[2]) — тренер по фитнесу[2][3].

## Работы

### Фильмография
- 1987 — Джек Восьмёркин — «американец» — Катя Восьмёркина
- 1987 — Садовник — Райка
- 1988 — Презумпция невиновности — Лидия Семёновна, проводница
- 1988 — Вы чьё, старичьё — Вера
- 1989 — Бродячий автобус — реквизитор Ларочка
- 1989 — Посетитель музея
- 1990 — Сон девственницы
- 1991 — Австрийское поле
- 1997 — Брат — Зинка
- 1998 — Про уродов и людей — тётка Лизы
- 1998 — Горько!
- 1999 — Прощай, Павел
- 2000 — Улицы разбитых фонарей 3 (сериал) — продавщица
- 2001 — Чёрный Ворон (сериал) — Надежда Поликарпова
- 2001 — Ниро Вульф и Арчи Гудвин — фильм 2-й «Пока я не умер» — Поли Зарелла
- 2002 — Русские страшилки (сериал)
- 2002 — Агентство НЛС 2 (сериал) — мама Даши
- 2003 — Последний поезд
- 2004 — Осторожно, Задов! или Похождения прапорщика (сериал) — Вера
- 2004 — Улицы разбитых фонарей 6 (сериал) — следователь Абузярова
- 2005 — Мастер и Маргарита — кондуктор в трамвае
- 2005 — Лопухи
- 2005 — Риэлтор (сериал) — Любка
- 2005 — Потерявшие солнце (сериал) — Колобко
- 2005 — Винтовая лестница (сериал)
- 2007 — Груз 200 — алкашка
- 2008 — Бумажный солдат — мать Дани
- 2008 — Морфий — Аксинья
- 2010 — Версия-2 — Зинаида Гавриловна-тёща
- 2014 — Профессионал — Тамара Ивановна
- 2014 — Небесный суд. Продолжение — Тамара
- 2018—2020 — Ивановы-Ивановы — Зоя Мироновна, возлюбленная Виктора Алексеевича
- 2022 — Аксентьев — Зорина
- 2023 — Новогодний шеф — Татьяна Александровна, мама Олеси
- 2024 — Игры — Татьяна Сибирцева, мать спортсмена-тяжелоатлета Дмитрия

### Театр
В театре им. Ленсовета
- «Завтра была война» — Искра Полякова
- Смерть коммивояжёра — Линда, жена коммивояжёра
- На всякого мудреца довольно простоты — Глафира Климовна Глумова

## Награды и призы
- 2007 — премия «Золотой софит»
- 2010 — Заслуженная артистка Российской Федерации